# Ansamblul bisericii reformate din Mugeni
Ansamblul bisericii reformate din Mugeni este un ansamblu de monumente istorice aflat pe teritoriul satului Mugeni; comuna Mugeni.

Ansamblul este format din următoarele monumente:
- Biserica reformată (cod LMI HR-II-m-A-12881.01)
- Zid de incintă (cod LMI HR-II-m-A-12881.02)

## Localitatea
Mugeni (în maghiară Bögöz) este satul de reședință al comunei cu același nume din județul Harghita, Transilvania, România. A fost menționat pentru prima oară în anul 1333, cu denumirea Bugus.

## Biserica
Biserica se află în vatra veche a satului, pe malul stâng al râului Târnava Mare. Edificiu gotic, din secolul XIV, dn piatră și cărămidă, străjuit de un zid de apărare din piatră. Este format din nava tăvănită, corul cu absida poligonală și turnul-clopotniță.
Păstrează un valoros ansamblu de pictură murală gotică: legenda regelui Ladislau⁠(fr)[traduceți], legenda Margaretei din Antiohia (în stil liniar narativ - sec. XIV) și „Judecata de Apoi” (cu ecouri din pictura italiană - cca 1400); ea înfățișează următoarele scene: Judecata de Apoi, Grupul celor mântuiți, Învierea, Hristos pe tron, înconjurat de îngeri, apostoli, Fecioara Maria, Sfântul Ioan, Leviatan. Picturile murale au fost descoperite în 1865 sub stratul de var.
Bolta navei s-a prăbușit în 1724 și a fost înlocuită cu un tavan din scânduri. O inscripție din același an atestă pictura tavanului casetat: „pictat de Stephan Fabritius și Dániel Philip”.
Cu ocazia ultimei restaurări a fost descoperit o parte din zidul construit în secolul al XIII-lea în sanctuarul bisericii.

## Imagini

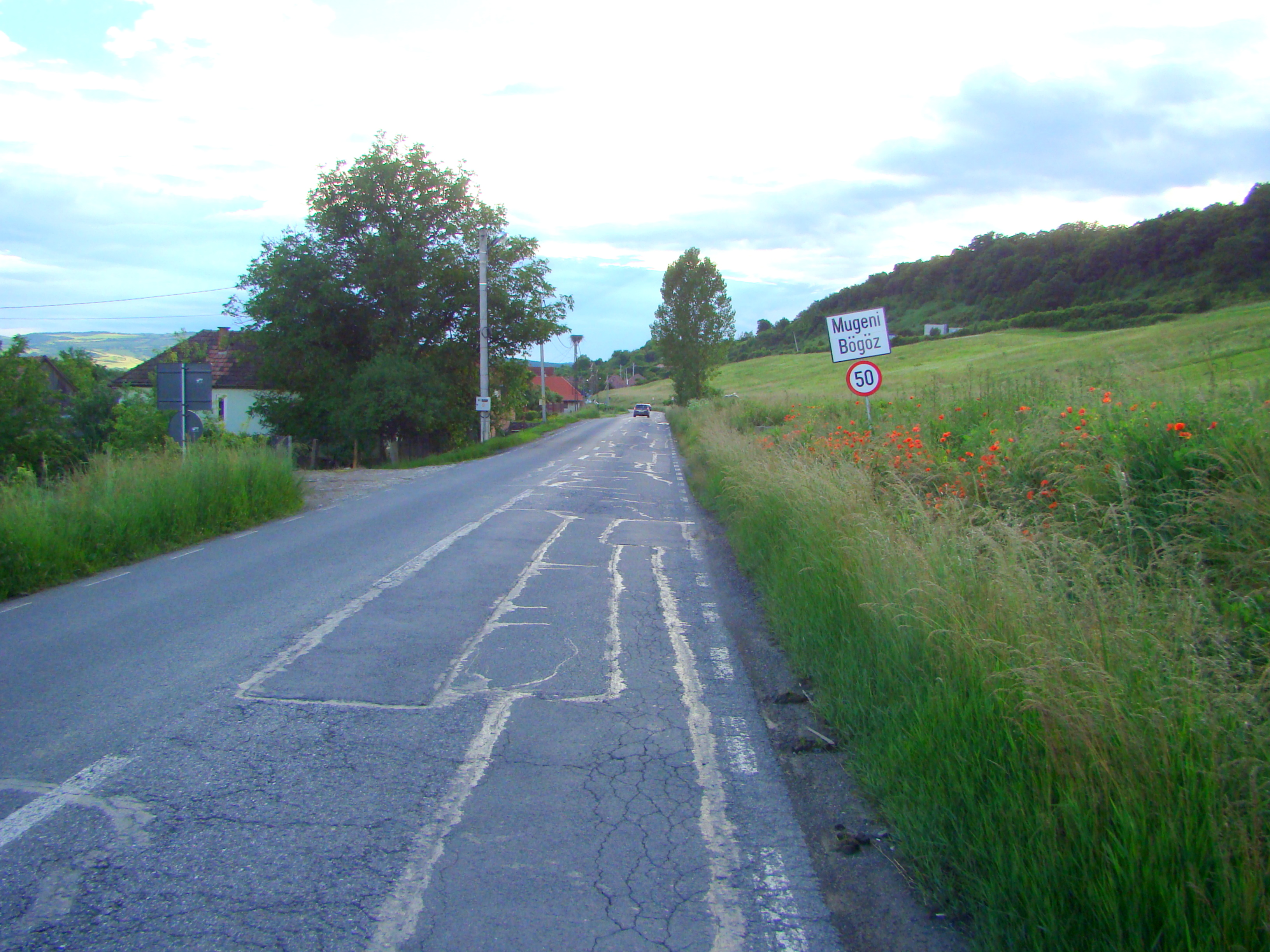
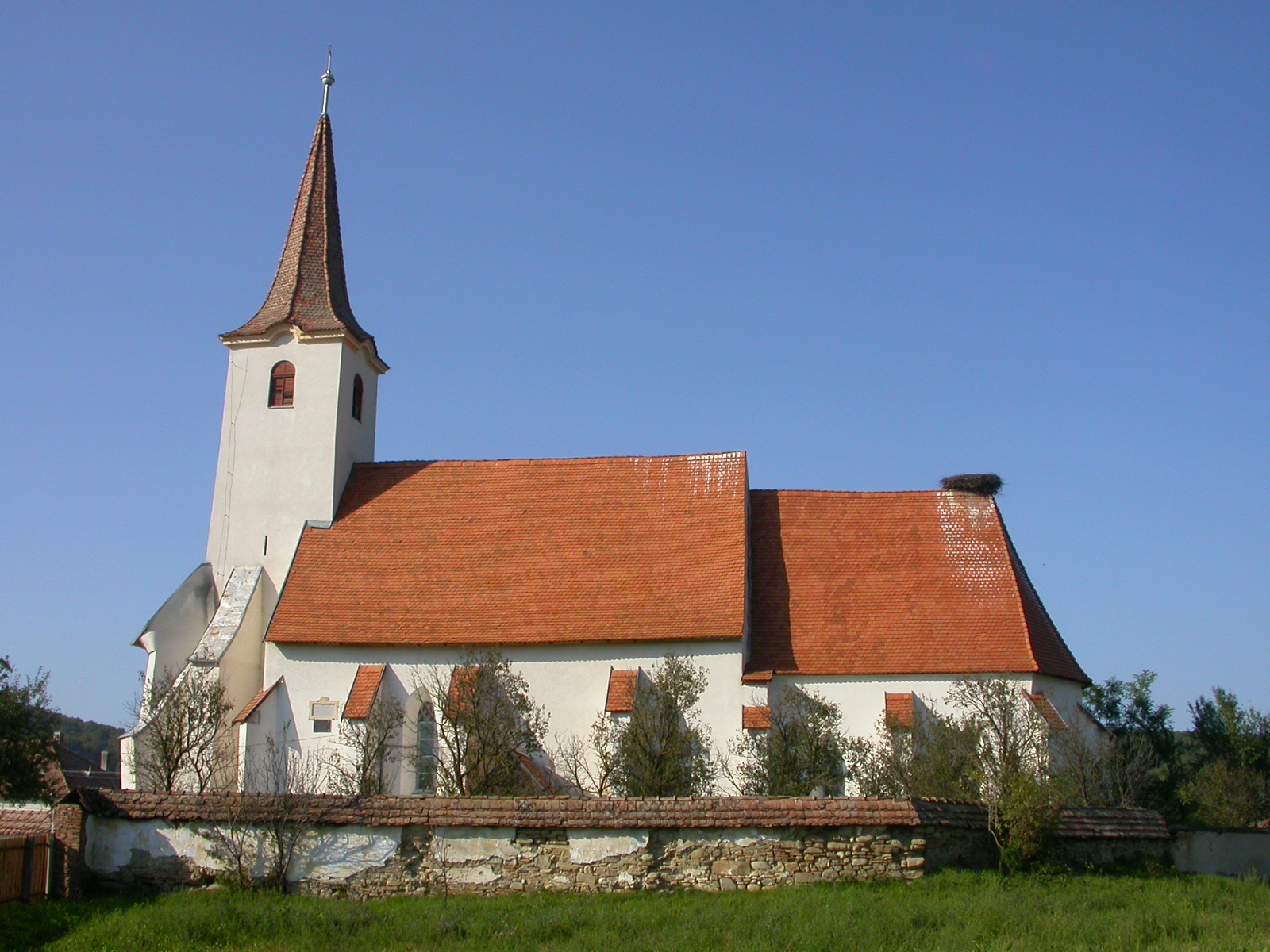
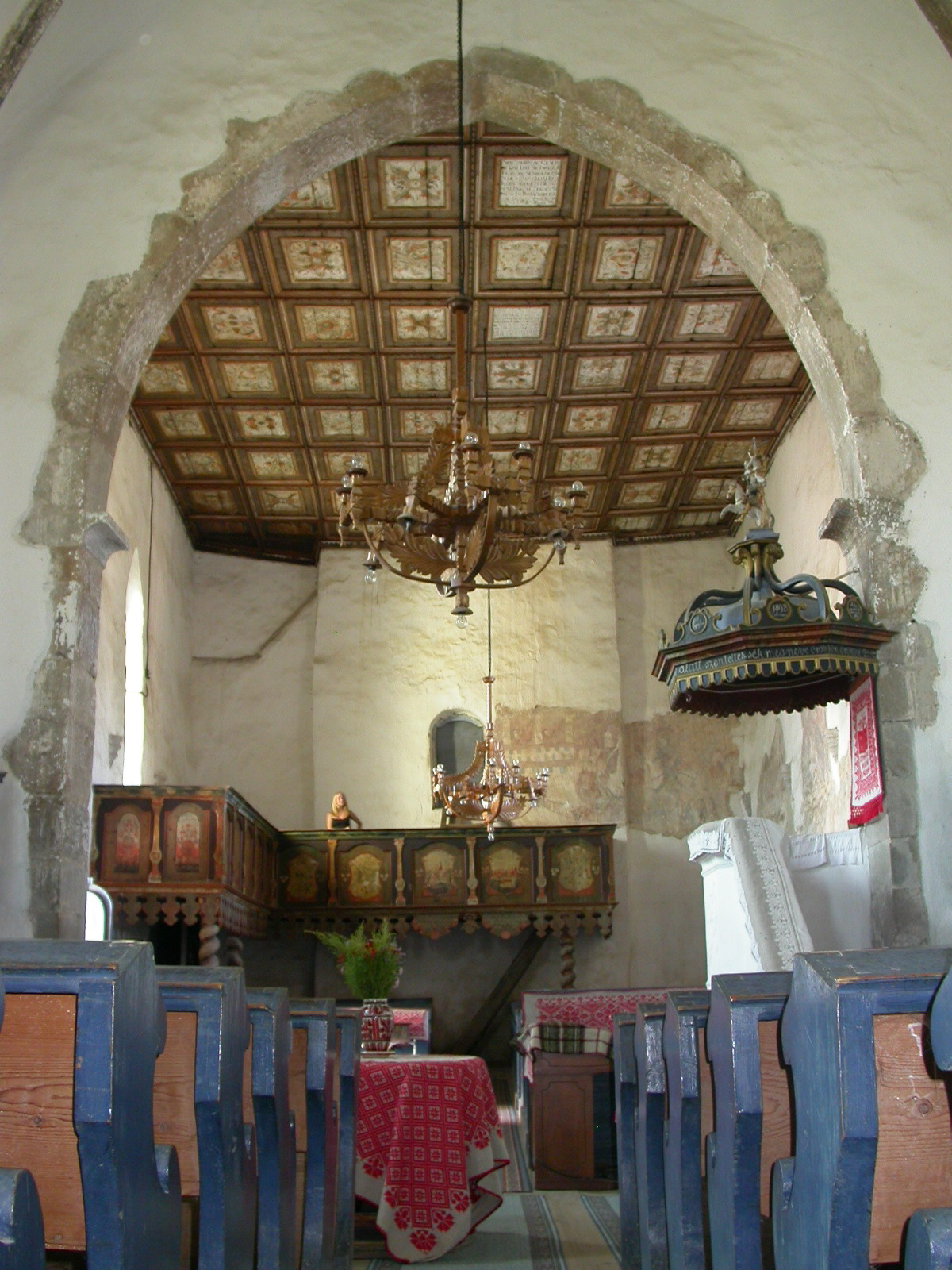
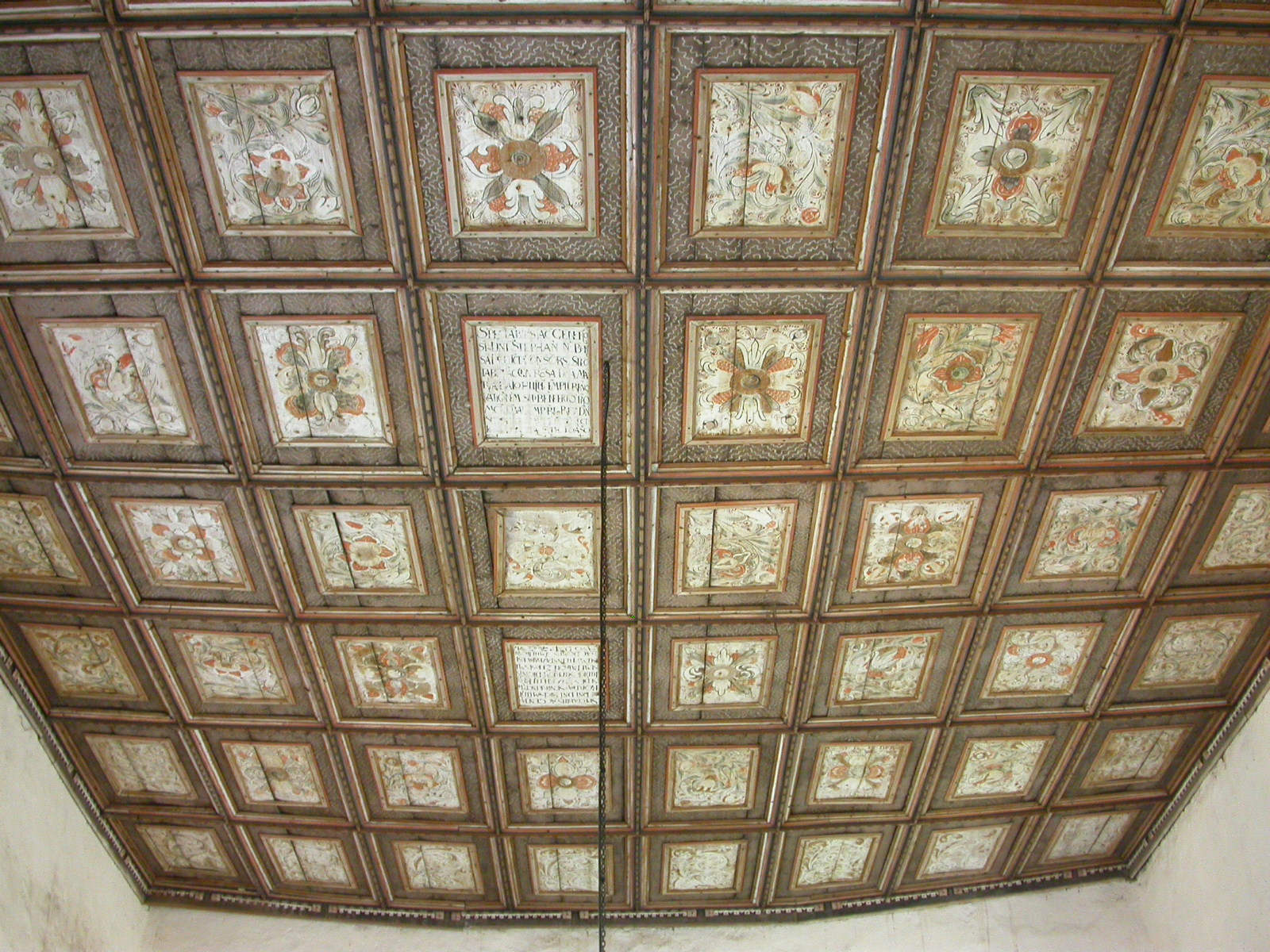
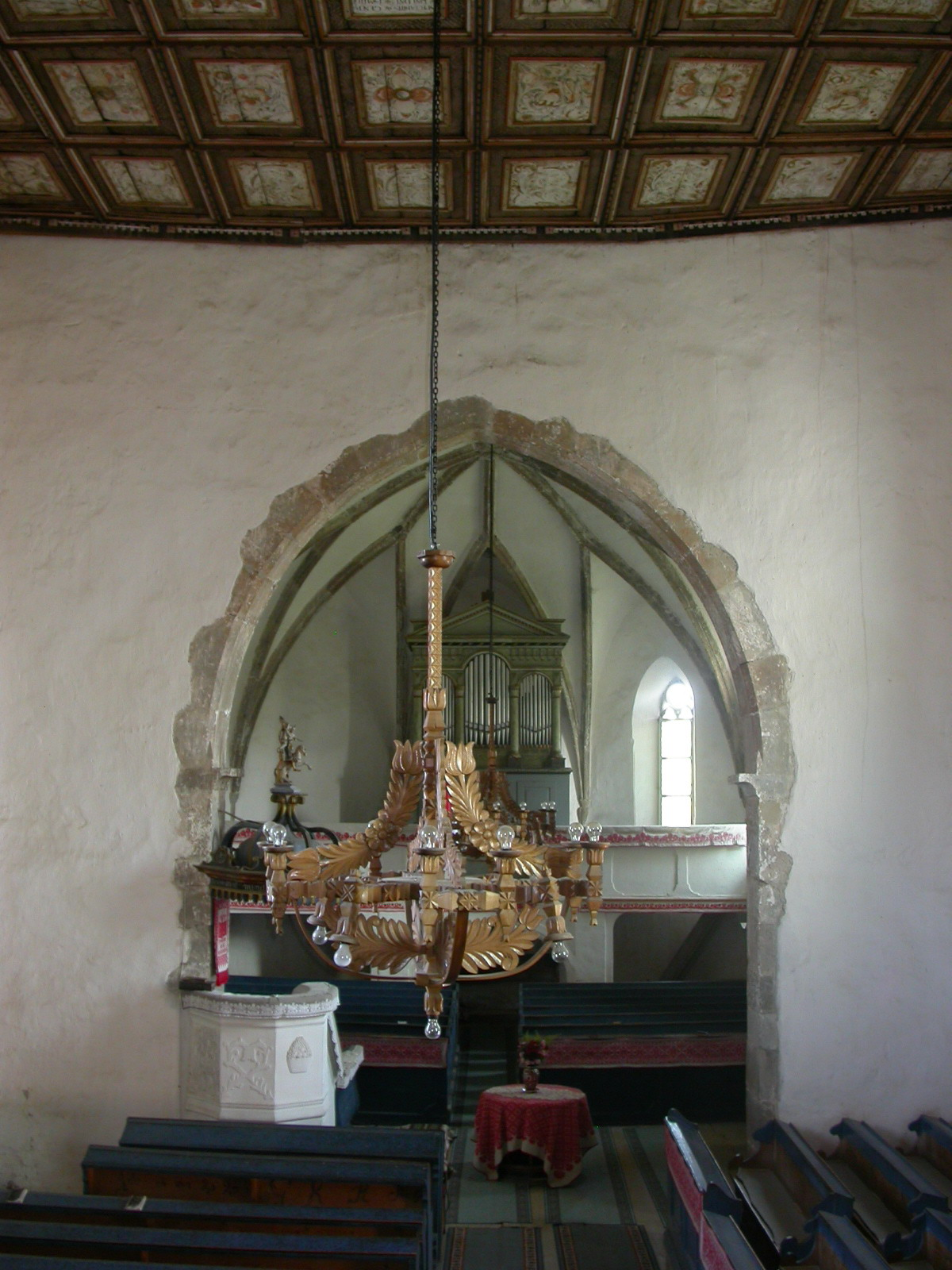
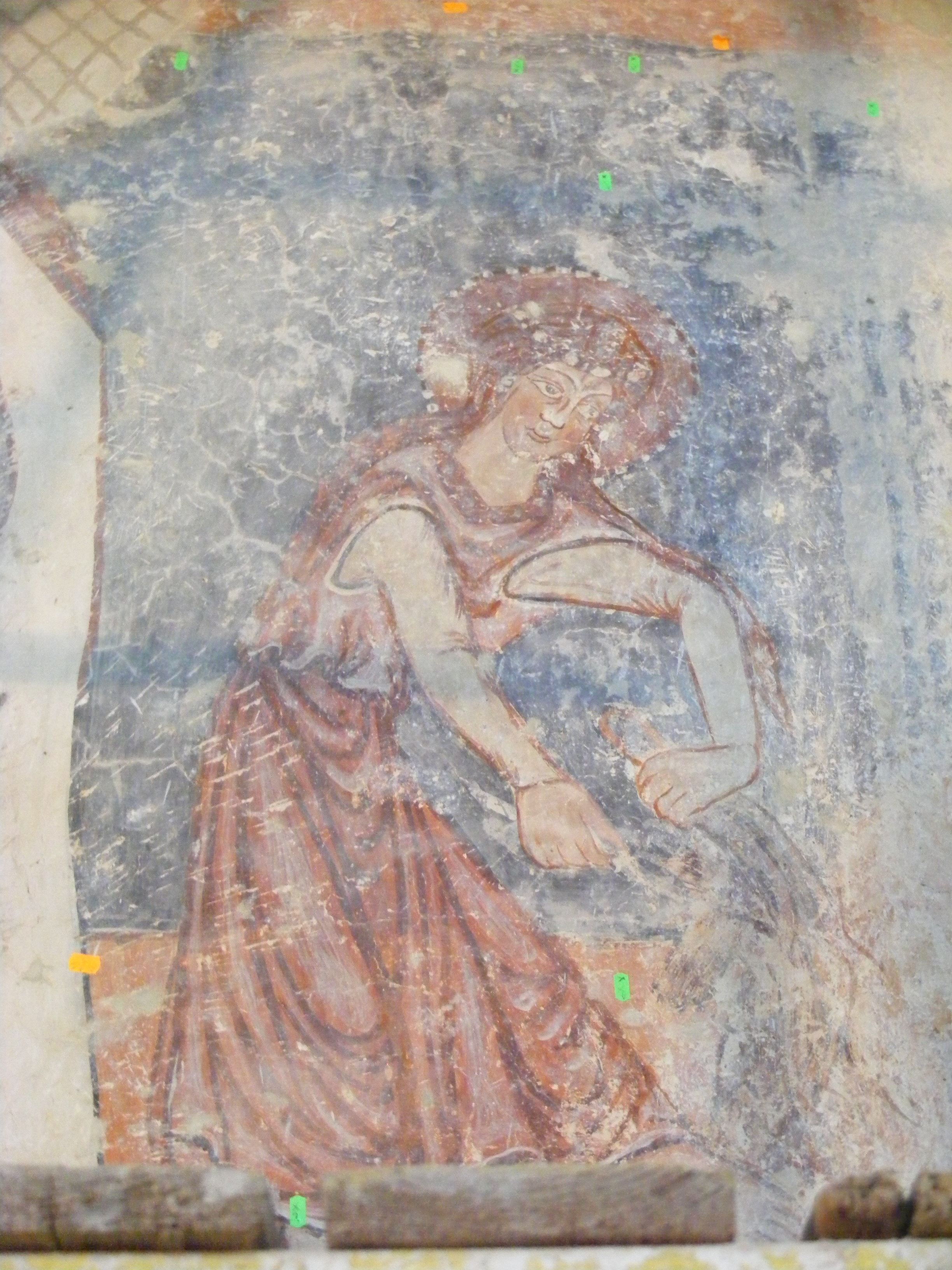
Sf. Ladislau
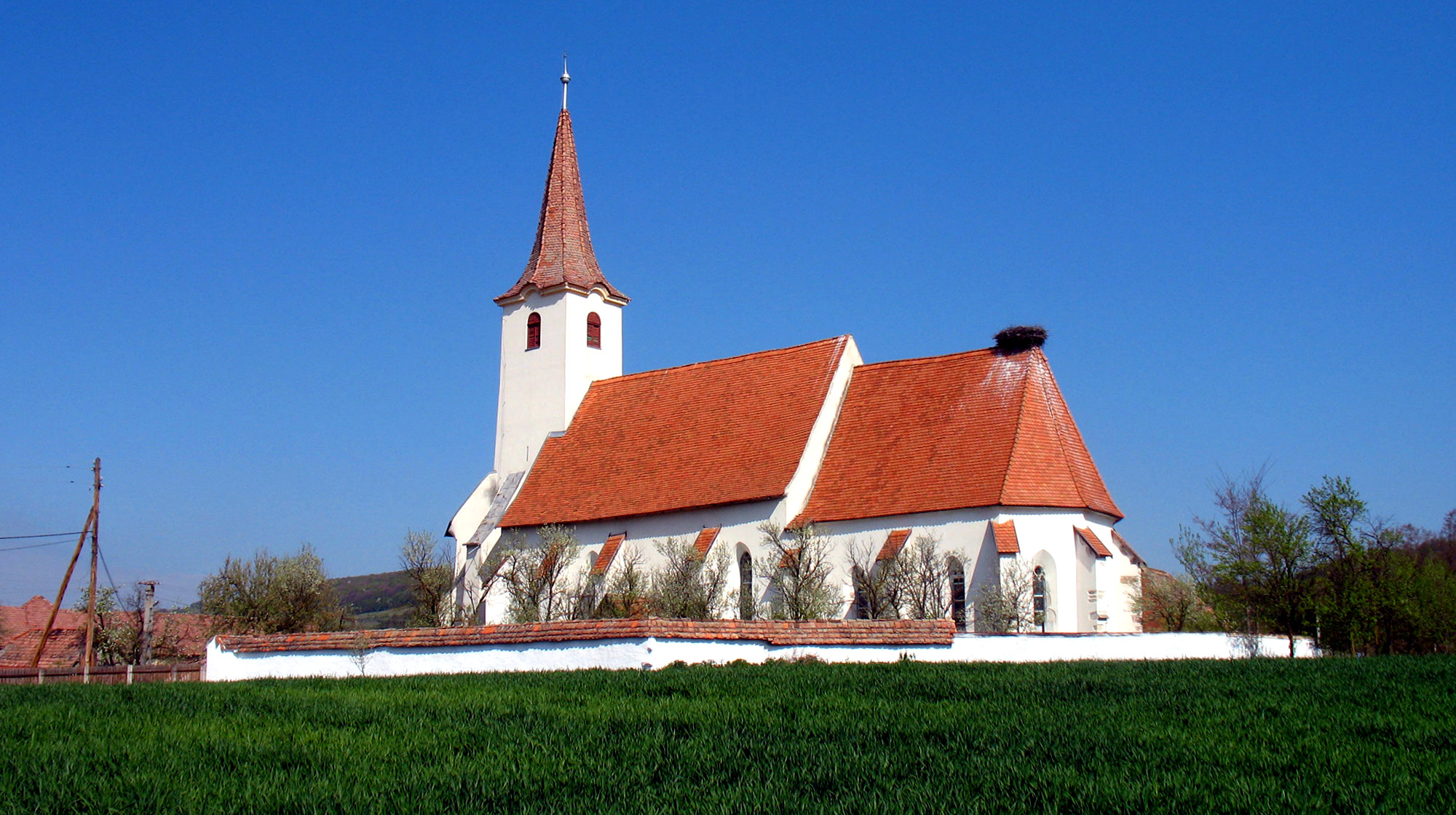
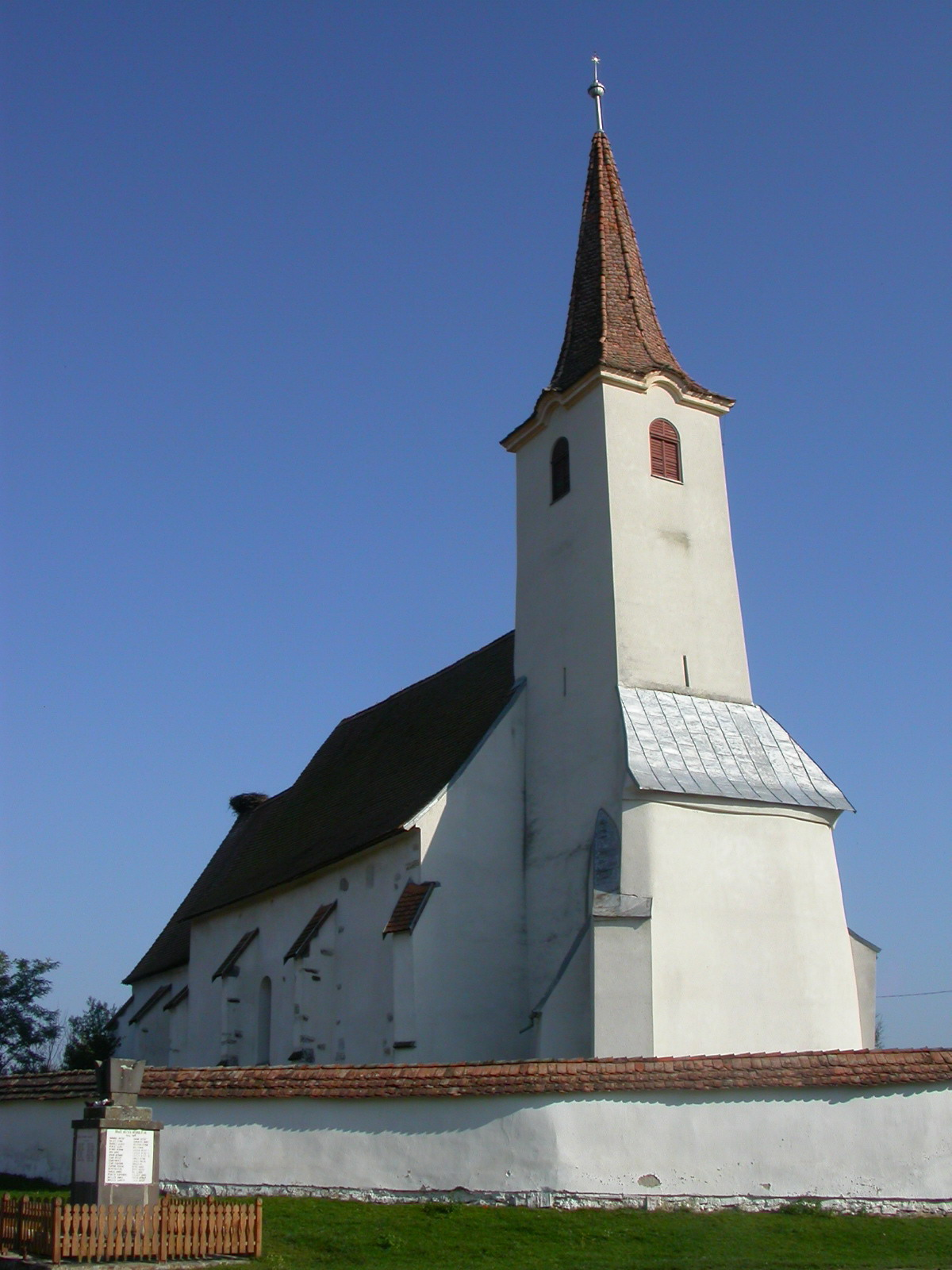
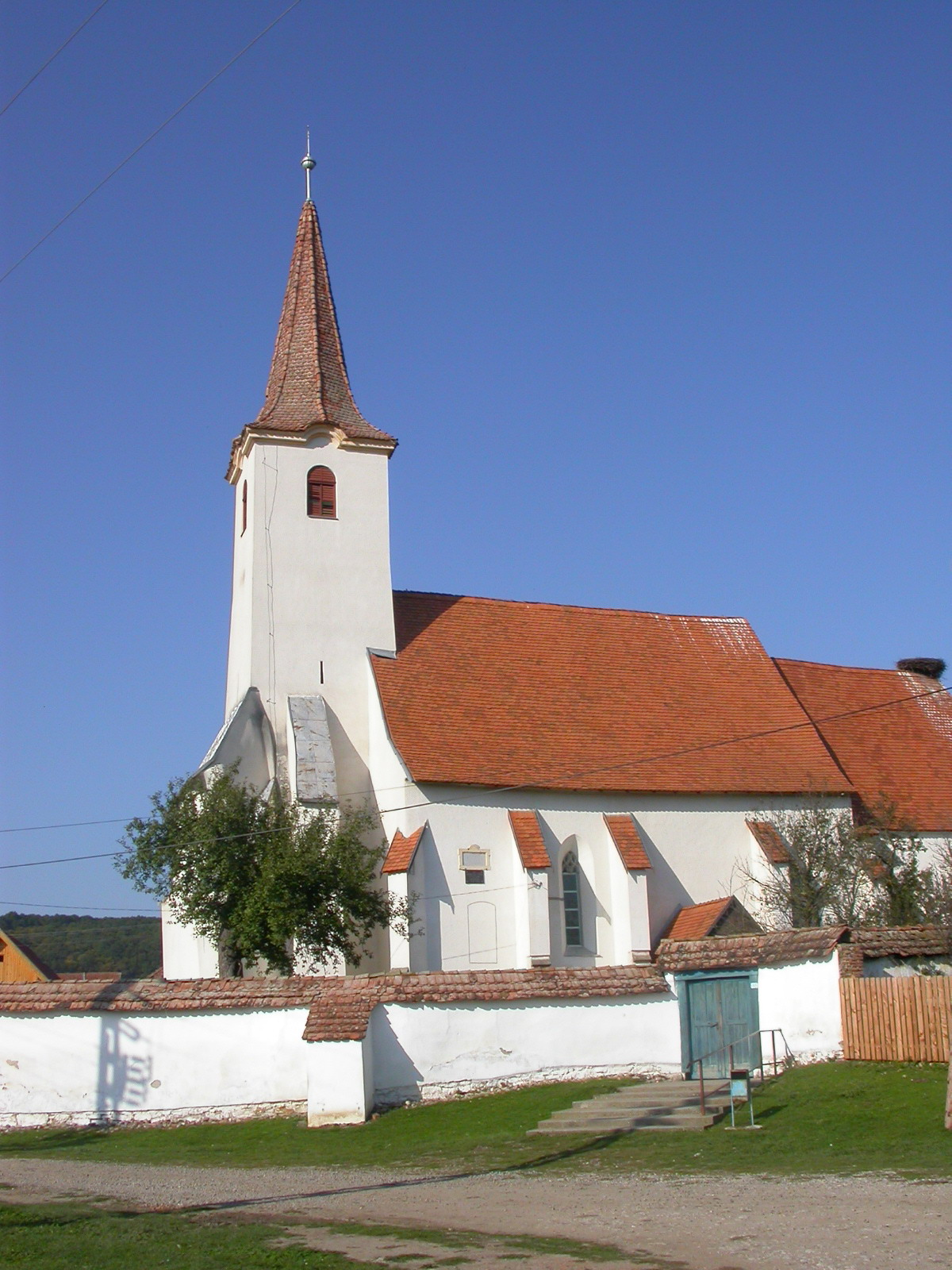